# Tjita
Tjita (russisk: Чита, tr. Tjita) er en industriby, og det administrative center i Zabajkalskij kraj, Rusland. Byen ligger hvor floden Tjita løber sammen med floden Ingoda med 333.159 (2024) indbyggere. Tjita blev grundlagt i år 1653 .

## Transport
Den transsibiriske vej passerer gennem Tjita. Mod vest kaldes vejen P258 Bajkal til Irkutsk, mod øst P297 Amur til Khabarovsk.[kilde mangler] Der ud over er Tjita forbundet med den transsibiriske jernbane og betjenes af Kadala Lufthavn, der ligger 15 km mod vest.

## Eksterne henvisning
- Wikimedia Commons har flere filer relateret til Tjita